# الإشارة (فلم 2014)
الإشارة (بالإنجليزية: The Signal) هو فيلم خيال علمي وإثارة
أُصدر في 2014، و10 يوليو 2014، في ألمانيا. الفيلم من إنتاج آي إم غلوبال ‏، ومن توزيع فوكس فيتشرز، وقد أخرجه وليم يوبانك

## القصة
نيك وجوناه بريك (بوو كناب) طالبان في معهد ماساتشوستس للتكنولوجيا، ولدي نيك وجوناه قاسم مشترك وهو حبهما للمغامرة. بينما كان نيك وجوناه في طريقهما لرحلة عبر البلاد برفقة هايلي صديقة نيك، يضطرون إلى تتبع شخص يعمل كدليل من أجل الوصول لمكان يبعد 180 ميلًا. تحدث مشاجرة بين نيك وجوناه وهايلي من جانب وبين الدليل من جانب آخر في وسط الصحراء، بعد تلك المشاجرة يفقدون الوعي ويستيقظون ليجدوا أنفسهم مخطوفين وفي وسط مؤامرة أكبر منهم.

## التقنيات والعناصر الفنية
في عام 2014، كانت تقنيات الذكاء الاصطناعي قد بدأت في الانتشار، لكنها كانت لا تزال في مراحلها المبكرة مقارنة بما نراه في 2024. آنذاك، كانت التطبيقات الرئيسية للذكاء الاصطناعي تقتصر على التعلم الآلي والرؤية الحاسوبية، بالإضافة إلى بعض الاستخدامات المحدودة مثل السيارات ذاتية القيادة والمساعدات الصوتية مثل Siri و Google Now. هذه التطبيقات كانت تركز على تحسين التفاعل بين الإنسان والآلة، لكنها لم تكن متطورة بما فيه الكفاية لتصل إلى مستوى الخيال العلمي الذي كان يتم تقديمه في أفلام مثل "الإشارة".
في هذا الفيلم، يُستخدم الذكاء الاصطناعي في سياق خيالي لتطوير تقنيات متقدمة تساهم في تفاعل البشر مع الكائنات الفضائية. ورغم أن هذه التقنيات كانت تبدو متقدمة في عالم الفيلم، إلا أنها كانت تمثل تصورًا مستقبليًا للتكنولوجيا في وقت كانت فيه التطبيقات العملية للذكاء الاصطناعي في الواقع ما تزال في مراحلها الأولى. الفيلم يعكس تطلعات المستقبل في مجال التكنولوجيا ويظهر كيف يمكن للذكاء الاصطناعي دفع حدود الخيال العلمي باستخدام تقنيات لم تكن متاحة في ذلك الوقت.
إلى جانب الذكاء الاصطناعي، كان لفريق Spin VFX المؤثرات البصرية دورٌ كبير في تقديم هذه التكنولوجيا المتطورة في الفيلم. اعتمد الفريق على الرسومات الحاسوبية (CGI) لإنشاء بيئات فضائية خيالية وتصميم تفاعل الشخصيات مع تقنيات متقدمة مثل الروبوتات. من أبرز المشاهد في الفيلم كان استبدال أجزاء الجسم باستخدام تقنيات متقدمة للدمج بين الحركة الواقعية و الرسومات ثلاثية الأبعاد. هذه التأثيرات ساعدت في تعزيز الجو الغامض في الفيلم وأضفت طابعًا مثيرًا على المشاهد التي تتعامل مع أسئلة وجودية ومعرفية حول الذكاء الاصطناعي.

## طاقم التمثيل
- لورنس فيشبورن
- أوليفيا كوك
- لين شاين
- برنتون ثوياتس
- بو ناب

## الإنتاج

### التصوير
صوّر الفيلم في نيومكسيكو، وكان ديفيد لانزينبرغ ‏ مديرًا لتصوير الفيلم.

### الموسيقى
موسيقى الفيلم التصويرية من تلحين نيما فخرارة ‏.

## الاستقبال
في أبريل 2021م، حصل الفيلم على تقييم 61٪ على موقع روتن توميتوز، استناداً إلى 89 مراجعة بمتوسط تقييم 5.80 من 10.
وفقًا للموقع، اعتبر بعض النقاد أن الفيلم يقدم أفكارًا مبتكرة في عالم الخيال العلمي، لكنه في نفس الوقت يعاني من بعض القصور في بناء القصة وتطوير الشخصيات. على الرغم من ذلك، كانت هناك إشادة خاصة بالإخراج الفني والمؤثرات البصرية المتقدمة التي استخدمها المخرج "ويليام يوبانك" والتي ساعدت في تعزيز أجواء الفيلم الغامضة.

### آراء النقاد:
- The New York Times وصف الفيلم بـ "رحلة مثيرة ذهنيًا، تقدم تفاعلات معقدة مع التكنولوجيا والواقع الافتراضي"، بينما كانت The Hollywood Reporter ترى أن الفيلم كان "محاولة جادة، لكنها تُهمل بعض التفاصيل التي قد تجعل القصة أكثر جذبًا".
- كما سجل Metacritic متوسط تقييم 55/100 بناءً على 18 نقدًا صحفيًا، مما يعكس استقباله المتباين بين الإيجابي والسلبي[12]

#### الجمهور:
على الرغم من الانتقادات الموجهة لفيلم "الإشارة"، حصل على دعم من جمهور محبي الخيال العلمي الذين يقدرون الأفكار الفلسفية التي يناقشها الفيلم، خصوصًا فيما يتعلق بالتكنولوجيا والتفاعل مع الكائنات الفضائية. يعلق بعض المشاهدين على أن النهاية كانت محورية ولكنها غامضة، مما ترك الجمهور في حالة تفكير مستمر بعد نهاية الفيلم.

## وصلات خارجية
- مقالات تستعمل روابط فنية بلا صلة مع ويكي بيانات